# Pantelimon (Costanza)
Pantelimon (in passato Pantelimon de Sus) è un comune della Romania di 1 884 abitanti, ubicato nel distretto di Costanza, nella regione storica della Dobrugia.
Il comune è formato dall'unione di 5 villaggi: Călugăreni, Nistorești, Pantelimon, Pantelimon de Jos, Runcu.